# Yvonne Degraine
Yvonne Degraine, née le 7 octobre 1899 à Paris et morte le 26 avril 1985 à Talence, est une nageuse française spécialiste des épreuves de nage en eau libre. Elle est l'une des trois premières nageuses françaises ayant participé aux épreuves de natation des Jeux olympiques.

## Biographie

### Carrière de nageuse
Yvonne Degraine se fait remarquer en gagnant les championnats inter-scolaires de 1911, 1912, 1913,.
Elle participe à plusieurs traversées de Paris à la nage de 1911 à 1922 notamment en 1912,1913 et 1918. Elle gagne le titre de championne de France en 1912,. Elle remporte le championnat féminin de grand fond en août 1913, puis le 500 mètres sur le lac d'Enghien en 1914.
En 1918, Yvonne Degraine a décroché la premiere place à 40 reprises.
Elle s’entraîne au club des Mouettes de Paris.
Elle représente la natation française aux Jeux Olympiques à Anvers en 1920 (du 23 au 25 août)et est l'une des trois premières premières nageuses françaises à y participer.

### Conductrice de moto
Yvonne Degraine participe également à des courses de motocyclistes sur motocyclette américaine de marque “Indian” accouplée à un side-car  et sur side Sunbeam qu'elle conduit.

## Vie privée
Yvonne Degraine se marie, le 10 juillet 1934 avec Lucien Faucheux, coureur cycliste. Elle divorce le 16 mars 1944.